# John P. Merrill
John Putnam Merrill (* 10. März 1917 in Hartford, Connecticut; † 14. April 1984 in Hope Town, Bahamas) war ein US-amerikanischer Nephrologe. Er leitete 1954 am Peter Bent Brigham Hospital in Boston das Team, das die erste erfolgreiche Nierentransplantation durchführte. Außerdem war er ein Pionier in der Entwicklung der Dialyse in den USA.

## Leben und Werk
Merrill studierte am Dartmouth College mit dem Bachelor-Abschluss 1938 und an der Harvard Medical School mit dem Abschluss 1942. Danach war er in der Facharztausbildung (Internship) am Peter Bent Brigham Hospital in Boston, bevor er vier Jahre Wehrdienst im Zweiten Weltkrieg und danach bei der US Air Force als Chirurg leistete, wovon er zwei Jahre im Pazifik stationiert war und an frühen Atombombentests (Operation Crossroads) beteiligt war. Er war auch der Flugmediziner (Flight Surgeon) auf der Enola Gay, die die Atombombe auf Hiroshima abwarf (allerdings war er nicht am Tag des Abwurfs auf dem Bomber). Danach kehrte er ans Peter Brent Brigham Hospital zurück, wo er 1947 bis 1950 seine Facharztausbildung (Residency) fortsetzte und in der medizinischen Forschung tätig war. Unter seiner Leitung wurde dort ein Dialysegerät entwickelt (Brigham-Kolff Dialyzer). Ab 1950 war er Forscher für das Howard Hughes Medical Institute am Brigham Hospital und 1952 war er zu einem Aufenthalt am Hôpital Necker–Enfants malades in Paris. Dort führte Jean Hamburger 1953 die erste Nierentransplantation mit einem Lebendspender durch, der Patient überlebte aber nur kurz.
1954 hatte er die Leitung des interdisziplinären Teams, das die erste erfolgreiche Nierentransplantation mit Lebendspender durchführte, bei der der Patient acht Jahre bis 1963 überlebte. Sie wurde am 23. Dezember 1954 zwischen den Zwillingsbrüdern Herrick ausgeführt, dem 24-jährigen Empfänger Richard, der eine Nierenkrankheit im Endstadium hatte (Glomerulonephritis) und an ein Dialysegerät angeschlossen war, und dem Spender Ronald Herrick. Der Chirurg war Joseph Edward Murray. Auch später war er an der Weiterentwicklung der Nierentransplantation beteiligt. 1959 leitete er beispielsweise eine Transplantation zwischen Brüdern, die nicht genetisch identische Zwillingsbrüder waren, wobei das Immunsystem damals noch mit hohen Dosen von Röntgenstrahlen unterdrückt wurde.
Ab 1950 lehrte er an der Harvard Medical School und erhielt dort 1970 eine volle Professur. Zuletzt lebte er in Weston und auf Squirrel Island in Maine. 1984 starb er bei einem Bootsunfall bei einem Urlaub auf den Bahamas. Er wurde ertrunken im Hafenbecken gefunden, nachdem er zuletzt an einem Boot beschäftigt war (er war passionierter Segler).
1961 wurde er mit dem Amory Prize der American Academy of Arts and Sciences ausgezeichnet, deren Mitglied er 1963 wurde. 1969 erhielt er den Canada Gairdner International Award. 1981 wurde er als auswärtiges Mitglied (associé étranger) in die Académie des sciences aufgenommen.
Als Hobby spielte er Klarinette in einer Dixieland-Band. Er war verheiratet und hatte zwei Söhne und eine Tochter.

## Schriften
- The treatment of renal failure; therapeutic principles in the management of acute and chronic uremia, 2. Auflage, New York: Grune and Stratton 1965
- Die Behandlung der Niereninsuffizienz: Therapeutische Grundlagen der Behandlung akuter und chronischer Urämie unter besonderer Berücksichtigung des Elektrolythaushaltes, Urban und Schwarzenberg 1959
- mit Suzanne Merrill: Squirrel Island, Maine. The first hundred years, Freeport, Maine 1973
- mit Constantine L. Hampers: Uremia; progress in pathophysiology and treatment, New York: Grune and Stratton 1971